# نادر باتمانقلیچ
نادر باتمانقلیچ (زاده فروردین ۱۲۸۲ – درگذشته ۴ اردیبهشت ۱۳۷۷) فرمانده نظامی و سیاست‌مدار ایرانی بود.

## زندگی
باتمانقلیچ در دانشکده افسری به تحصیلات نظامی پرداخت. سپس برای ادامهٔ تحصیل عازم سوئیس شد. باتمانقلیچ در سال ۱۳۳۲ به درجه سرلشگری رسید.
در کودتای ۲۸ مرداد به مخالفان دولت محمد مصدق پیوست و به همراه فضل‌الله زاهدی نقشی فعال در شکل‌گیری کودتا داشت؛ بنابراین پس از انجام کودتا، هنگامی که زاهدی حکم نخست‌وزیری خود را از نعمت‌الله نصیری دریافت کرد، باتمانقلیچ نیز از سوی زاهدی، به ریاست ستاد ارتش گمارده شد.
وی به‌همراه فرماندار نظامی وقت تهران تیمور بختیار در ۲۱ اردیبهشت ۱۳۳۴ تخریب حظیرةالقدس را آغاز کردند. او با درجه سپهبدی بازنشسته شد و آخرین سمتش استانداری خراسان و نیابت تولیت آستان قدس رضوی بود.
در پی پیوستن ایران به پیمان بغداد، در تاریخ ۷ آذر ۱۳۳۴ خورشیدی سفرای ایران در کشورهای عضو این پیمان تغییر کرد و باتمانقلیچ به سمت سفیرکبیر ایران در پاکستان منصوب شد.
نادر باتمانقلیچ پس از کودتای ۲۸ مرداد به سمت ریاست ستاد ارتش رسید؛ وی در جریان محاکماتش پس از انقلاب ۱۳۵۷ به نقش سید ابوالقاسم کاشانی در کودتا اشاره کرد.

## پس از انقلاب
پس از پیروزی انقلاب اسلامی در سال ۱۳۵۸، نادر باتمانقلیچ دستگیر شد. وی در بیست و نهم آذر ۱۳۵۹ به حکم شعبه اول دادگاه انقلاب اسلامی تهران با اتهاماتی از قبیل وابستگی به رژیم پهلوی و تلاش در جهت استحکام آن و به ویژه ایفای نقش در کودتاهای بیست و پنجم و بیست و هشتم مرداد ۱۳۳۲ و اتهامات دیگر ابتدا به اعدام محکوم شد؛ ولی نهایتاً با یک درجه تخفیف به حبس ابد محکوم گردید. باتمانقلیچ در روز هجدهم اردیبهشت سال ۱۳۶۱ به فرمان سید روح‌الله خمینی عفو شد.
باتمانقلیچ در روز ۴ اردیبهشت ۱۳۷۷ در رستون، ویرجینیا بر اثر نارسایی کلیه درگذشت.